# Platja de San Balandrán
Les Platja de San Balandrán es troba en el concejo asturià d'Avilés i pertany a la localitat de Zeluán. El seu entorn és industrial. El jaç té xicotetes zones de sorres de gra mitjà i de color fosc. Les baixades per als vianants són molt fàcils. El grau d'urbanització és mitjà i el d'ocupació baix.
Per accedir a aquesta platja el millor és accedir primer als nuclis poblacionals més propers que són El Poblado i Zeluán i està dins de la coneguda cala de Llodero pel que queda molt prop de la tolla de Zeluán, zona molt coneguda per ser una zona privilegiada d'observació d'aus permanents. Hi ha un parell de plantes de la marisma asturiana: la Limonium vulgare i la Sacocornia perennis. Per ells es recomana als visitants procurar no danyar a un ecosistema molt fràgil el que s'aconsegueix en bona part evitant el bany en aquesta platja. Com a activitats recomanades estan la pesca a canya i recórrer el passeig marítim fins al far.